# Paspan
Paspan is een bestuurslaag in het regentschap Banyuwangi van de provincie Oost-Java, Indonesië. Paspan telt 3362 inwoners (volkstelling 2010).